# SSX (серія відеоігор)
SSX є серією відеоігор жанру спортивного симулятора та симулятора сноубордингу з елементами перегонів, випущених EA Sports. Розробленням більшості проєктів займалася студія EA Canada, проте SSX Blur розроблювалася студією EA Montreal. Відеогра серії випускалися переважно на консолях від Sony, Nintendo та Microsoft. Серія була дуже схвально оцінена оглядачами та гравцями: першим трьом частинам вдалося досягти понад 90 балів/відсотків на Metacritic та GameRankings. З випуску першої SSX в жовтні 2000 року, було випущено ще п'ять повноцінних частин серії: SSX Tricky (2001), SSX 3 (2003), SSX On Tour (2005), SSX Blur (2007) та SSX (2012). Хоч, продажі перших частин Electronic Arts не розкриває, відомо, що останній частині серії вдалося очолити британські відеоігрові чарти та стати однією із найпродаваніших відеоігор у Сполучених Штатах Америки.
Electronic Arts також робила спроби портувати відеогру на мобільні пристрої. Так, перша мобільна гра від компанії, розроблена студією Exient Entertainment, була випущена для N-Gage 24 січня 2005 року. Вона не стала повноцінною частиною серії, оскільки є портованою версією SSX 3. Вже 2009 року, EA анонсувала створення версії SSX для iPhone, проте окрім кількаразових заяв про перенесення кінцевої дати випуску, ні знімків екрану, ні жодної супутньої інформації не було опубліковано.

## Основні відеоігри

### SSX (2000) та SSX Tricky
Перша частина серії, SSX, була випущена в жовтні 2000 року для гральної консолі PlayStation 2, вперше як відеогра від EA під брендом «EA Sports Big». Розробленням відеогри займалася студія EA Canada, в той час як за розробку SSX Tricky відповідала EA Sports. Творцем серії вважають виконавчого продюсера проєкту, Стіва Райшафнера, засновника сноубордкросу, що слугував значним джерелом натхнення під час розробки відеоігор серії. Відеогра отримала дуже схвальні відгуки від оглядачів і гравців, здобувши «всесвітнє визнання» за думкою Metacritic та нагороду «Найкраща відеогра року для PlayStation 2» на 2000 Gamers' Choice Awards від Electronic Gaming Monthly. Не забарилась і розробка продовження, так SSX Tricky вийшла вже через рік після випуску першої частини, 5 листопада 2001 року для PlayStation 2, GameCube, Game Boy Advance, та Xbox. Проте, через велику подібність до SSX, багато хто вважав SSX Tricky швидше оновленням до попередньої частини, ніж її повноцінним сиквелом.

### SSX 3
Офіційний перший випуск третьої частини відбувся під брендом «EA Sports Big» 20 жовтня 2003 року для GameCube, PlayStation 2 та Xbox, згодом відеогру було портовано й для Game Boy Advance та Gizmondo. Розробленням займалася студія EA Canada.
Найпомітнішими поліпшеннями стали деталізованіша графіка та широке різноманіття рівнів, разом із доданням нових видів змагань, зокрема, слоупстайлу, гаф-пайпу чи перегонів. Водночас відеогра отримала нову систему нагород та збільшення кількості можливої персоналізації різних об'єктів. Також SSX 3 мала багатокористувацький режим, що дозволяв двом гравцям влаштовувати міжусобні сутички. Проте на початку 2006 року, Electronics Arts закрила власні сервери всіх своїх відеоігор, розроблених до 2005-го.
Як і її попередниці, SSX 3 отримала дуже схвальні відгуки від критиків і гравців, версії якої для PlayStation 2, GameCube та Xbox досягли «всесвітнього визнання» на думку Metacritic. Відеогра також отримала кілька нагород, зокрема «Відеогра року жанру спортивного бойовика для консолей» від Академії інтерактивних мистецтв і наук.

### SSX On Tour
SSX On Tour є четвертою за ліком відеогрою серії. Вона була випущена під брендом «EA Sports Big» 11 жовтня 2005 року для GameCube, PlayStation 2 та Xbox. Була також портована на PlayStation Portable. Розроблення відеогри велося студією EA Canada.
З новою частиною кількість можливої персоналізації зросла ще більше, давши змогу гравцям власноруч створювати персонажів, обирати їхні символи, змінювати зріст, одяг, волосся тощо. Додано новий режим для гри — лижний спорт, додано нових персонажів. Також головною відмінністю від попередньої частини стала повна відсутність будь-яких варіантів багатокористувацького режиму, що був присутній у SSX 3 у вигляді сутичок між двома гравцями.
Відеогра отримала схвальні відгуки від оглядачів та гравців, проте не досягла «всесвітнього визнання» за думкою Metacritic як SSX та SSX 3.

### SSX Blur
Відеогра, повністю розроблена, на відміну від своєї попередниці, студією EA Montreal, є п'ятою за ліком частиною серії та є приквелом до SSX On Tour. Офіційний випуск відбувся 27 лютого 2007 року під брендом «EA Sports Big» виключно для консолей Wii. Серед головних змін, нова частина відзначилася графічними поліпшеннями, проте зазнала також певних змін і з інших сторін, зокрема, було дещо скорочено доступну гравцям персоналізацію. Як і раніше, гравець підкорює різноманітні спуски з гірських піків, беручи участь у перегонах та інших змаганнях. Для проходження гравцеві доступні або сноуборди, або лижі, що з'явилися в попередній частині. Якщо в попередніх частинах, розробники використовували створені різними композиторами саундтреки, то звукове супроводження для Blur створювалося лише музикантом Junkie XL.
SSX Blur отримала в цілому змішані відгуки від оглядачів і схвальні від пересічних гравців за думкою вебсайту Metacritic.

### SSX (2012)
Випустивши SSX (спершу відому, як SSX: Deadly Descents) 28 лютого 2012 року для PlayStation 3 та Xbox 360, розроблену студією EA Canada, EA Sports повністю перезапустила серію. Серед нововведень виділяються: рівні нової частини, що побудовані на основі справжніх місцевостей, а не вигаданих, як раніше; надана гравцям можливість завантажувати власну музику, утворюючи свої списки відтворення.
Перезапуск серії оглядачі зустріли схвально, проте пересічні гравці дали відеогрі змішані відгуки: 82 бали зі 100 від оглядачів та 6,4 бала з 10 від гравців для версії відеогри на Xbox 360; 81 бал зі 100 від оглядачів та 6,8 бала з 10 від гравців для версії на PlayStation 3. Певний час SSX посідала провідне перше місце серед британських відеоігрових чартів, випередивши FIFA 12, Mario Party 9 та Uncharted: Golden Abyss, що посіли відповідні друге, третє та четверте місця. Відеогра також стала однією із найпродаваніших у Сполучених Штатах Америки, посівши п'яте місце після NBA 2K12, MLB 12: The Show, Resident Evil: Operation Raccoon City та Mass Effect 3, що очолила список, на березень 2012 року.

## Мобільні ігри

### SSX Out of Bounds
SSX Out of Bounds, розроблена студією Exient Entertainment, була випущена Electronic Arts для N-Gage 24 січня 2005 року. Не є повноцінною частиною серії, оскільки є портованою версією SSX 3, що вийшла 2003 року. Відеогра підтримує багатокористувацький режим через Bluetooth.

### SSX iPhone
Версія SSX для iPhone була анонсована 2009 року, проте з того часу так і не була випущена. Electronic Arts кількаразово переносила кінцевий випуск проєкту, так і не опублікувавши жодної інформації чи знімків екрану. 2009 року, відповідаючи на питання щодо дати виходу відеогри, представник від EA відмовився коментувати будь-яку інформацію щодо відеогри на той момент.